# Pergalumna remota
Pergalumna remota (лат.) — вид панцирных клещей из отряда Oribatida (Galumnidae). Индия и Новая Зеландия.

## Описание
Микроскопического размера клещи, длина менее 1 мм (720 мкм). Интерламеллярные сеты среднего размера, длиннее чем диаметр ботридий. Медианные поры крупные. Поверхность тела без бороздок и килей. Нотогастральная область с порами хорошо развита, крупнее диаметра ботридий. Покровы сильно склеротизованные, тёмные (основная окраска коричневая). Имеют 6 пар генитальных пластинок. Гистеросома округлая, несёт около 10 пар нотогастральных щетинок. На протеросоме расположены гребневидные уплощённые ламеллы.
Впервые был описан в 1968 году, а его валидный статус был подтверждён в ходе родовой ревизии, проведённой акарологами Сергеем Ермиловым (Тюменский государственный университет, Тюмень, Россия) и его коллегами.
Pergalumna remota морфологически сходен с видами P. bimaculata, P. kotschyi.